# Federalnaja Sloezjba Ochrany

Officieel embleem van de FSO

De Federalnaja Sloezjba Ochrany (Russisch: Федеральная Служба Охраны; "Federale Veiligheidsdienst"), afgekort FSO (ФСО), is een veiligheidsdienst in de Russische Federatie. De FSO is verantwoordelijk voor de beveiliging van Russisch staatsbezit en hooggeplaatste regeringsfunctionarissen en omvat ook de lijfwachtendiensten. De FSO bestuurt ook het beveiligde communicatiesysteem voor hooggeplaatste regeringsfunctionarissen en het beveiligde ondergrondse systeem dat wordt gebruikt door de regering. Het bestaat mogelijk uit 30.000 man in uniformen samen met enkele duizenden personeelsleden in burgerkleren (undercover). De presidentiële Veiligheidsdienst (of PPS) is verantwoordelijk voor de beveiliging van de president van Rusland en wordt soms samengevoegd met of gescheiden van de FSO.
De dienst wordt sinds 2002 geleid door Jevgeni Moerov.

## Geschiedenis
De dienst ontstond in 1555 door toedoen van Ivan IV als de paleisboogschutters. Later werden ze collectief bekend onder de naam Russische Keizerlijke Garde. Toen ze in de 18e eeuw steeds vaker betrokken werden bij opstanden als de moord op Paul I en de opstanden van de decembristen, werd besloten om er een professionele dienst van te maken, die in werking trad op 18 mei 1811. Het was in de Sovjet-Unie onderdeel van de KGB en werd bekend onder de naam Negende Hoofd Direktoraat van de KGB. Na het uiteenvallen van de Sovjet-Unie werd het een zelfstandige eenheid onder de naam Federalnaja Sloezjba Ochrany.